# Apotropina nigripila
Apotropina nigripila är en tvåvingeart som först beskrevs av Oswald Duda 1934.  Apotropina nigripila ingår i släktet Apotropina och familjen fritflugor. Inga underarter finns listade i Catalogue of Life.